# Carl Gunderson

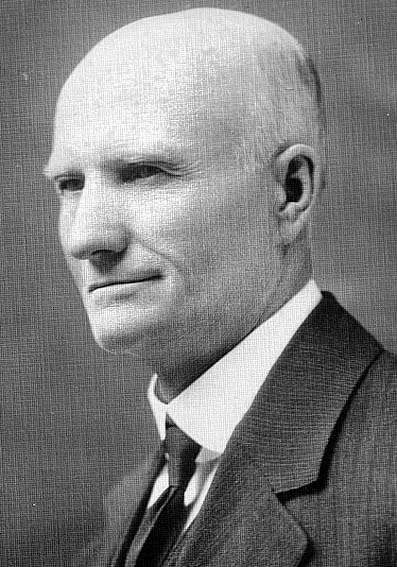
Carl Gunderson

Carl Gunderson (* 20. Juni 1864 bei Vermillion, South Dakota; † 16. Februar 1933 in Mitchell, South Dakota) war ein US-amerikanischer Politiker und von 1925 bis 1927 der elfte Gouverneur des Bundesstaates South Dakota.

## Werdegang
Zwischen 1886 und 1890 besuchte Carl Gunderson die University of South Dakota. Anschließend studierte er bis 1892 an der Cornell University das Ingenieurwesen. Nach Beendigung dieses Studiums wurde er Landvermesser. Zwischen 1904 und 1911 war er in dieser Funktion in drei Indianerreservaten des Landes tätig. Gunderson war Mitglied der Republikanischen Partei. Zwischen 1893 und 1919 war er mehrfach mit einigen Unterbrechungen Abgeordneter im Repräsentantenhaus von South Dakota. Von 1921 bis 1925 war er als Vizegouverneur Stellvertreter des Gouverneurs William H. McMaster; im Jahr 1924 wurde er zu dessen Nachfolger gewählt.
Gundersons zweijährige Amtszeit begann am 6. Januar 1925. Schwerpunkte seiner Regierung waren die Landwirtschaft und die Bildungspolitik. Im Jahr 1926 stellte sich Gunderson zur Wiederwahl, unterlag aber dem Demokraten William J. Bulow. Damit endete seine Gouverneurszeit mit Ablauf der Legislaturperiode am 4. Januar 1927. Nach seiner Abwahl zog er sich bis zu seinem Tod im Februar 1933 auf seine Farm in der Nähe von Mitchell zurück. Carl Gunderson war mit Gertrude Bertlesen verheiratet, mit der er vier Kinder hatte.